# トランスワールドジャパン
トランスワールドジャパン株式会社（TRANSWORLD JAPAN）は、日本の出版社。
1994年（平成6年）6月設立。東京都渋谷区に本社を置き、出版物のジャンルは雑誌、新書、絵本など。
2022年6月よりアーティストマネジメント事業にも進出した。

## 主な出版雑誌
- 『TRANSWORLD MOTOCROSS』（モトクロス専門雑誌）
- 『TRANSWORLD SKATEBOARDING』（スケートボード専門雑誌）
- 『TRANSWORLD SNOWBOARDING』（スノーボード専門雑誌）
- 『PEACE COMBAT』(サバイバルゲーム専門雑誌)
- 『warp MAGAZINE JAPAN』(メンズファッション、カルチャー、ライフスタイル専門雑誌)
- 『FLY MAGAZINE』(バスケットボール専門雑誌)
- 『ポピュラーサイエンス』日本語版 2000年～2006年

## 所属アーティスト
アーティスト
- 菅生新樹
- MC MAMUSHI（業務委託）

プロデューサー
- ⼩峰昭弘

## 過去の所属者
- 土屋神葉

## 関連会社
- 株式会社ブーマー（代表取締役社長：佐野裕） - アクションスポーツ、ストリートカルチャー系ブランドを顧客に持つ広告代理店。

1989年（平成元年）10月設立。「トランスワールドジャパン」での出版物制作も手掛けている。
- さのめん（旧 木下製麺所) (富士宮焼きそば工場)（代表：佐野裕） - 静岡県富士宮市野中東町43に製麺所を構え、富士宮焼きそば専用蒸し麺「幻の麺」の製造、販売。
- Golden Media Group, Inc - アーティストマネジメント事業における提携会社。